# Bergliot Husberg
Bergliot Husberg, född Guldbrandsen 25 juni 1884 i Kristiania (nuvarande Oslo), död 12 juli 1975 i Kungsholms församling i Stockholm, var en norsk skådespelare. Hon var verksam inom filmen i Sverige på 1910-talet, och spelade bland annat Terje Vigens hustru i Victor Sjöströms filmatisering av Henrik Ibsens dikt Terje Vigen.
Bergliot Husberg är begravd på Norra begravningsplatsen utanför Stockholm.

## Filmografi
- 1912 – Ett hemligt giftermål eller Bekännelsen på dödsbädden
- 1913 – När kärleken dödar
- 1913 – Lady Marions sommarflirt
- 1915 – Det var i maj
- 1917 – Terje Vigen